# Susanna Moodie

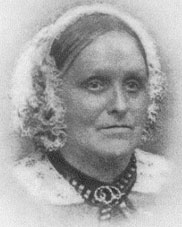
Susanna Moodie

Susanna Moodie, geborene Susanna Strickland (* 6. Dezember 1803 bei Bungay, Suffolk; † 8. April 1885 in Toronto) war eine kanadische Schriftstellerin und Dichterin britischer Herkunft.

## Biografie
Susanna Moodie war die jüngste Tochter von Thomas Strickland und Elizabeth Homer und eine Schwester der Autorin Catharine Parr Traill. In England veröffentlichte sie Kinderbücher und Gedichte. Am 4. April 1831 heiratete sie John Moodie und gemeinsam wanderten sie 1832 nach Kanada aus.
In ihrer autobiografischen Trilogie Roughing it in the bush. Or, Life in Canada (2 Bände, 1852), Life in the clearing versus the bush (1853) und Flora Lyndsay. Or, Passages in an eventful life (1854) beschrieb sie ihre Erfahrungen als Immigrantin und das harte Farmerleben.
Am 28. November 1975 ehrte die kanadische Regierung Moodie sowie ihr Werk und Wirken dadurch, dass sie sie zu einer „Person von nationaler historischer Bedeutung“ erklärte.

## Werke (Auswahl)
- Mark Hurdlestone. Or, the two brothers (1853)
- Mark Hurdlestone, the gold-worshipper (1853)
- Geoffrey Moncton. Or, The faithless guardian (1855)
- The world before them (1868)